# ロシア情報技術・通信省
ロシア連邦デジタル開発・通信・マスコミュニケーション省（デジタル発展・通信・マスコミ省、ロシア語:Министерство цифрового развития, связи и массовых коммуникаций Российской Федерации、略称：Minkomsvyaz、英語: Ministry of Digital Development, Communications and Mass Media of the Russian Federation）は、ロシアの中央省庁。ロシア連邦における情報技術政策、電気通信政策、郵便事業を担当している。また、国家レベルでの情報リソース、アクセスやテレビ、ラジオ放送の設置、電波の使用許可、周波数スペクトルの転換などの分野も管轄している。
ロシア連邦通信・情報技術・マスコミ分野監督庁（ロスコムナゾール）は電気通信分野を直接的に監督する規制当局であり、別の機関である。

## 沿革
2004年までは情報・通信省（ロシア語:Министерство по связи и информатизации）という名称であった。

## 機構
- ロシア連邦通信局（ロシア語版、英語版）
- ロシア連邦情報技術局

## 歴代大臣
- レオニード・レイマン（1999年-2008年）
- イーゴリ・シチョーゴレフ（2008年5月12日-2012年5月21日）
- ニコライ・ニキフォロフ(2012年5月21日-2018年5月15日)
- マクスット・シャダエフ（2020年1月21日ー現職）

## 改組
ロシア連邦大統領令12.05.2008 N 724Указом Президента РФ от 12.05.2008 N 724によって、同省は、ロシア連邦通信・マスコミ省 Министерство связи и массовых коммуникаций Российской Федерацииを予定している。